# Молочный (Мурманская область)
Молочный — посёлок городского типа в Кольском районе Мурманской области. Центр одноимённого городского поселения.
Население — 5208 человек (перепись 2010).
Статус посёлка городского типа — с 1979 года.

## История
В 1935 году вырос посёлок Молочный. Сюда переехал созданный в 1932 году в Росте совхоз «Арктика». Первое время работники совхоза, как и строители Кильдинского кирпичного завода, Туломской ГЭС, жили в палатках.. Наименование «Молочный» присвоено 19 марта 1964 года.

## Население
| 1989  | 2002  | 2009  | 2010  | 2011  | 2012  | 2013  | 2014  | 2015  |
| ----- | ----- | ----- | ----- | ----- | ----- | ----- | ----- | ----- |
| 5878  | ↘5627 | ↗5717 | ↘5208 | ↗5227 | ↘5211 | ↘5180 | ↘5138 | ↘5100 |
| 2016  | 2017  | 2018  | 2019  | 2020  | 2021  | 2023  |       |       |
| ↘5039 | ↘4944 | ↘4913 | ↗4920 | ↗4927 | ↘4194 | ↘4029 |       |       |

Численность населения, проживающего на территории населённого пункта, по данным Всероссийской переписи населения 2010 года составляет 5208 человек, из них 2363 мужчины (45,4 %) и 2845 женщин (54,6 %).

## Достопримечательности
- висячий мост над рекой Колой
- страусиная ферма
- военные обелиски, в том числе памятный знак Л. А. Гальченко, в честь которого также названа улица